# Pacanów
Pacanówⓘ é um município no sudeste da Polônia. Pertence à voivodia da Santa Cruz, no condado de Busko. É a sede da comuna urbano-rural de Pacanów.
Estende-se por uma área de 7,1 km², com 1 032 habitantes, segundo o censo de 31 de dezembro de 2024, com uma densidade populacional de 145 hab./km².
É um importante centro de serviços para a agricultura. Fica no entroncamento da estrada nacional n.º 73 (Wiśniówka — Jasło) e da estrada nacional n.º 79 (Varsóvia — Bytom).
Historicamente, Pacanów fica na Terra de Sandomierz, parte da Pequena Polônia. Foi uma cidade nobre, privada, fundada em 1265, estava localizada na segunda metade do século XVI no condado de Wiślica, na voivodia de Sandomierz. Obteve os direitos de cidade de 1265 a 1869 e novamente a partir de 1 de janeiro de 2019. Desde 2003, um “Festival de Cultura Infantil” de âmbito nacional é realizado aqui.

## Divisão administrativa
| Nome         | Tipo                              |
| ------------ | --------------------------------- |
| Barbara      | parte da cidade                   |
| Ożarówka     | parte da cidade (abolida em 2023) |
| Poduchowny   | parte da cidade (abolida em 2023) |
| Radziwiłówka | parte da cidade                   |

## História

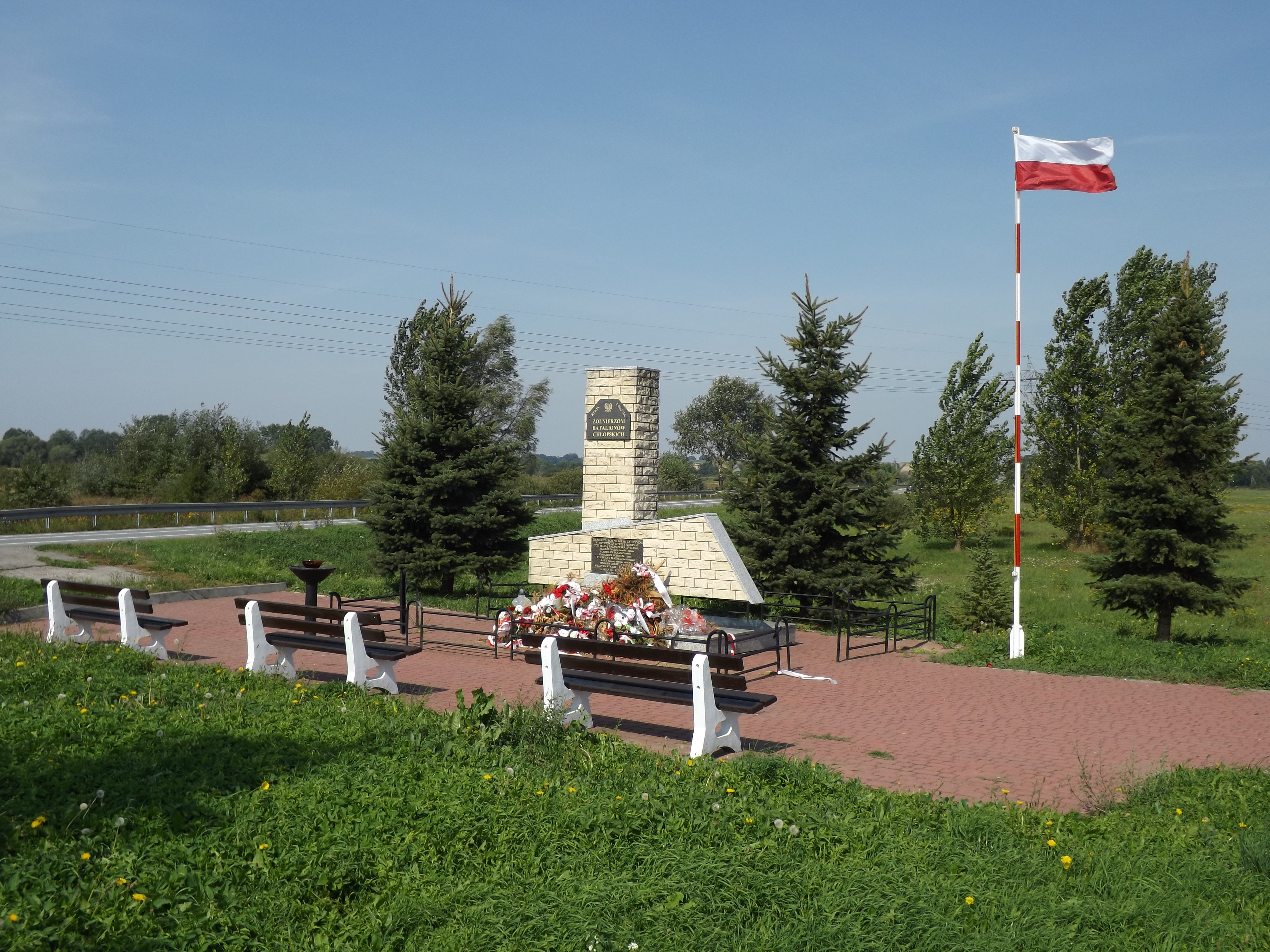
Monumento em homenagem aos guerrilheiros dos Batalhões Camponeses mortos na batalha de Słupia (1944) e erguido por iniciativa dos habitantes de Pacanów e Słupia

Pacanów (direitos da cidade de 1265 a 1869) fica no cruzamento das estradas que ligam Kielce a Tarnów e a antiga rota principesca-real que ligava Cracóvia a Sandomierz. Jan Długosz afirma que o fundador de Pacanów foi Seminarius. A seu pedido, Maurus, então bispo de Cracóvia, consagrou o templo em Pacanów em 1109–1118 e o dotou de dízimos. Ele fundou em Pacanów a primeira paróquia “rural”, não ligada à castelania subordinada ao duque.
No período da Polônia do Congresso, ela pertencia ao condado de Stopnica, na gubernia de Kielce. Em 1?/13de janeiro de 1870, Pacanów, privada de seus direitos de cidade e transformada em um assentamento urbano, foi incorporada à comuna de Pacanów.
Em 1914, durante a Primeira Guerra Mundial, o exército de Józef Piłsudski, que se retirou de Kielce durante a ofensiva russa, passou pela cidade.
Durante a campanha de setembro, o 73.º Regimento de Infantaria da 23.ª Divisão de Infantaria travou batalhas perto de Pacanów com um destacamento da 5.ª Divisão Blindada. Os soldados mortos foram enterrados no cemitério da paróquia.
Durante a ocupação alemã, os alemães estabeleceram um gueto para os residentes judeus em abril de 1942. Ele abrigava cerca de 3 mil judeus. Em outubro de 1942, eles foram levados para o campo de extermínio de Treblinka II e assassinados lá.
Em 1944, o Exército Vermelho chegou a Pacanów durante a Operação Bagration. Durante a criação da cabeça de ponte Baranów-Sandomierz, ocorreram combates nas proximidades da aldeia. Após o bombardeio da artilharia alemã, a igreja de Pacanów foi incendiada em 17 de agosto. Por decisão das autoridades militares soviéticas, em 10 de setembro, os habitantes foram evacuados, pois a região de Pacanów tornou-se uma área de linha de frente. A população retornou à cidade depois de 12 de janeiro de 1945.
Entre 1975 e 1998, a cidade estava localizada na voivodia de Kielce.

## Consulta local sobre a concessão da classificação de cidade (2018)

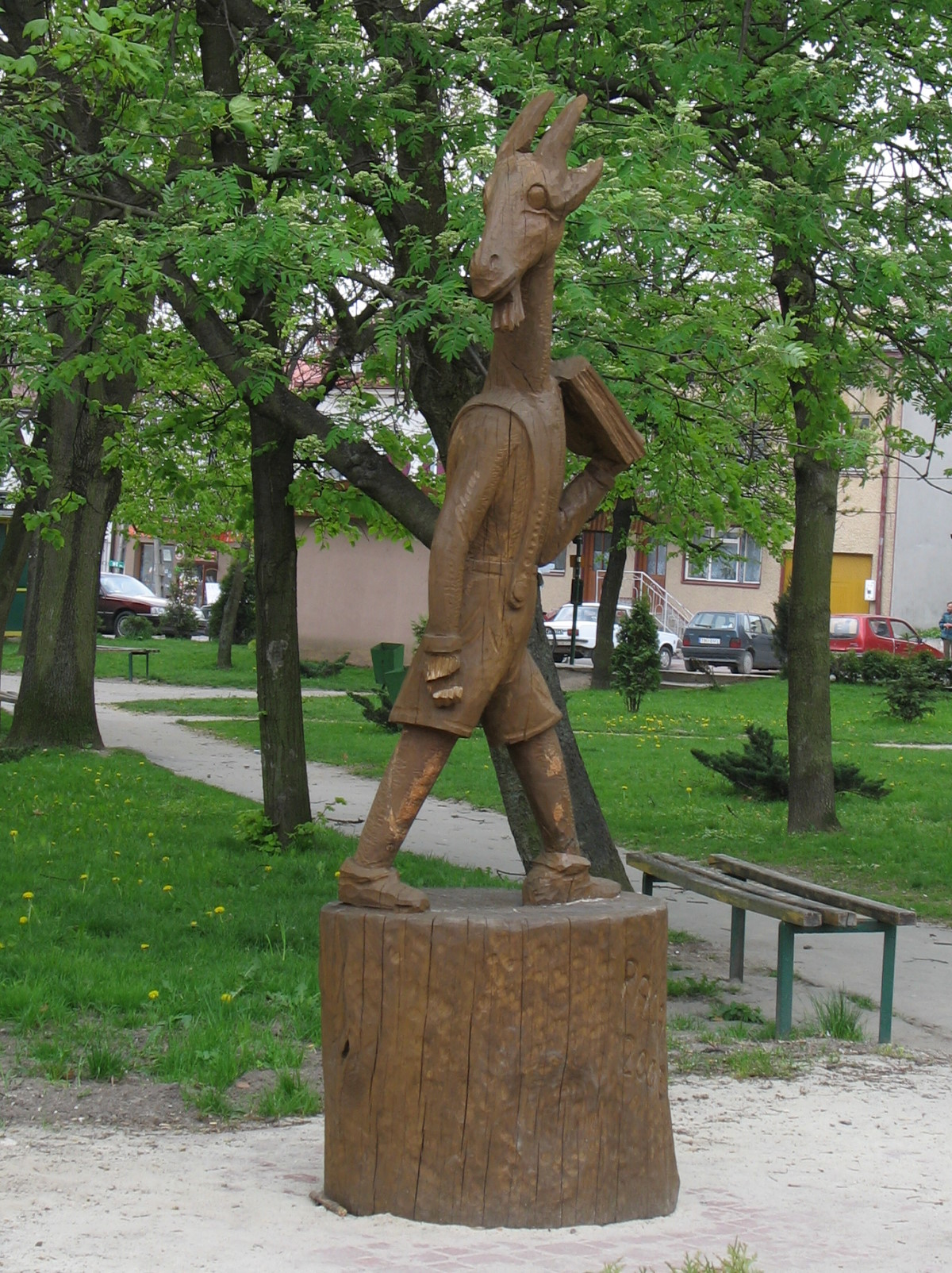
Matołek, o bode, símbolo da cidade

Em 9 de fevereiro de 2018, durante uma sessão do Conselho Comunal de Pacanów, os conselheiros aprovaram uma resolução autorizando o prefeito a iniciar esforços para recuperar os direitos da cidade. Em 23 de março de 2018, o Conselho Municipal de Pacanów adotou uma resolução (na forma de um recurso) sobre a restauração dos direitos de cidade das aldeias que haviam sido privadas deles como resultado das repressões czaristas. O recurso pressupõe a omissão de todos os procedimentos em vigor a esse respeito para “comemorar a luta heroica dos insurgentes poloneses, reparar os erros cometidos até então e celebrar o 100.º aniversário da reconquista da independência pelo estado polonês e o 155.º aniversário da eclosão da Revolta de Janeiro”. O apelo foi apresentado ao Ministério do Interior e da Administração e o Ministro decidiu iniciar o procedimento para conceder a classificação de cidade a Pacanów, solicitando ao Conselho Municipal que apresentasse um parecer precedido de consultas aos habitantes. A consulta foi anunciada para 8 a 25 de março de 2018; o prazo foi posteriormente estendido para 8 de abril de 2018. Os resultados são os seguintes, com uma participação de 34,2% (2 167 pessoas votaram de um total de 6 339 elegíveis): 85,9% a favor (1 861 pessoas), 5,2% contra (112 pessoas); 8,9% se abstiveram (194 pessoas). Em 1 de janeiro de 2019, a classificação da cidade foi restaurada.

## Monumentos históricos

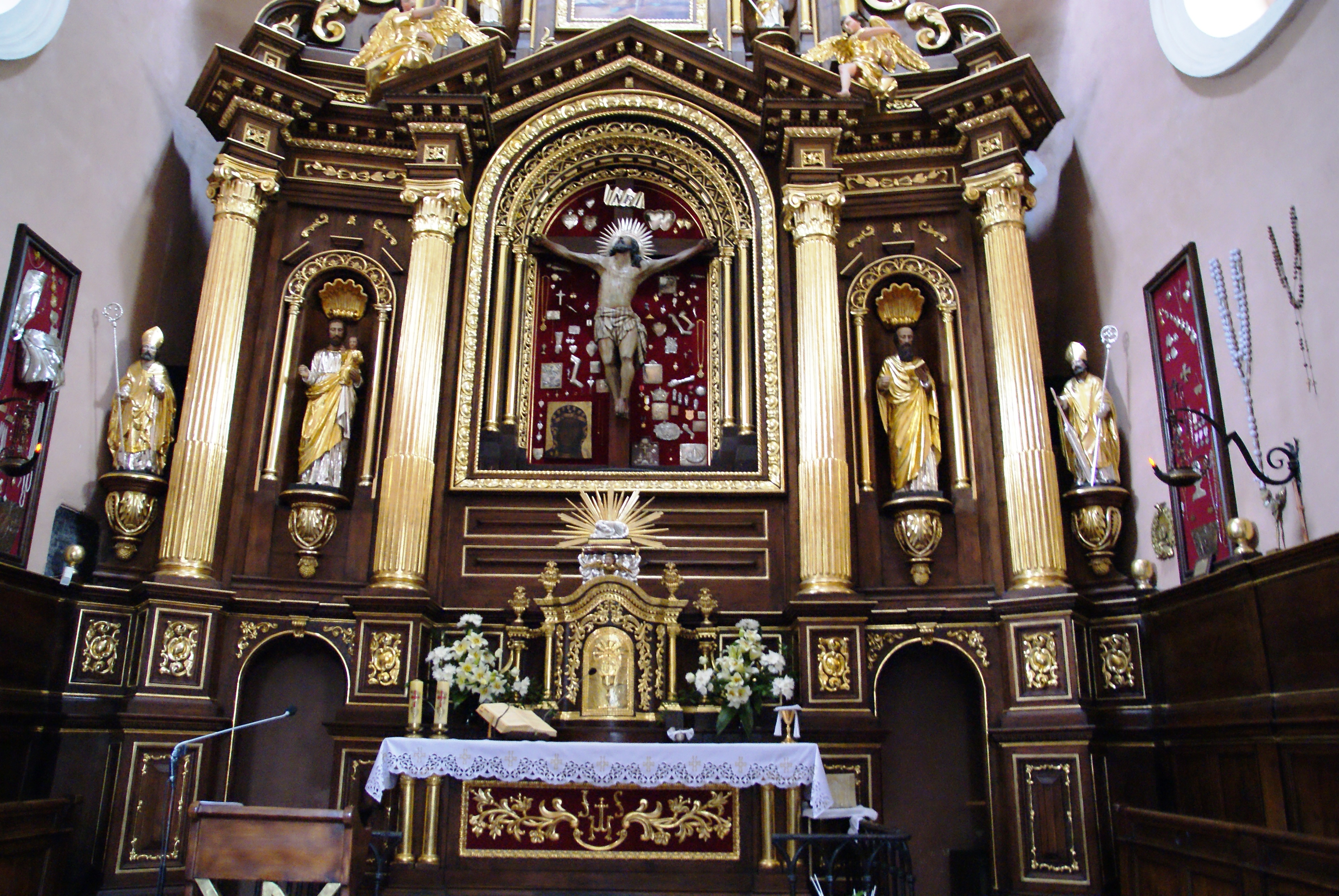
Altar da igreja de São Martinho

- Igreja de São Martinho, construída na segunda metade do século XIII, reconstruída após a destruição (segunda metade do século XVII, ampliada em 1768; reconstruída após o incêndio em 1906) com uma capela renascentista (1633). Desde 1615, tem sido um local de adoração do Senhor Jesus Cristo. Partes das paredes da igreja gótica primitiva estão preservadas na estrutura da igreja atual. No lado sul, há uma capela renascentista tardia do Senhor Jesus com um altar barroco. A igreja é um santuário para Jesus Cristo. Em 14 de novembro de 2008, o Papa Bento XVI concedeu à igreja o título de basílica menor. É a quarta basílica menor na Diocese de Kielce — depois da Catedral de Kielce e das igrejas em Miechów e Wiślica. A decisão foi anunciada em 14 de setembro de 2009 pelo Primaz da Polônia, Cardeal Józef Glemp, durante a missa na Exaltação da Santa Cruz.[19]
- Cemitério paroquial.[19]

## Demografia
Conforme os dados do Escritório Central de Estatística da Polônia (GUS) de 31 de dezembro de 2024, Pacanów é uma cidade muito pequena com uma população de 1 032 habitantes (44.º lugar na voivodia de Santa Cruz e 984.º lugar na Polônia), tem uma área de 7,1 km² (38.º lugar na voivodia de Santa Cruz e 760.º lugar na Polônia) e uma densidade populacional de 145 hab./km² (39.º lugar na voivodia de Santa Cruz e 923.º lugar na Polônia). Entre 2019–2024, o número de habitantes diminuiu 7,9%.
Os habitantes de Pacanów constituem cerca de 1,53% da população do condado de Busko, constituindo 0,09% da população da voivodia de Santa Cruz.
| Descrição                         | Total      | Total   | Mulheres   | Mulheres | Homens     | Homens  |
| --------------------------------- | ---------- | ------- | ---------- | -------- | ---------- | ------- |
| unidade                           | habitantes | %       | habitantes | %        | habitantes | %       |
| população                         | 1 032      | 100     | 563        | 54,6     | 469        | 45,4    |
| área                              | 7,1 km²    | 7,1 km² | 7,1 km²    | 7,1 km²  | 7,1 km²    | 7,1 km² |
| densidade populacional (hab./km²) | 145        | 145     | 79,2       | 79,2     | 65,8       | 65,8    |

## Infraestrutura

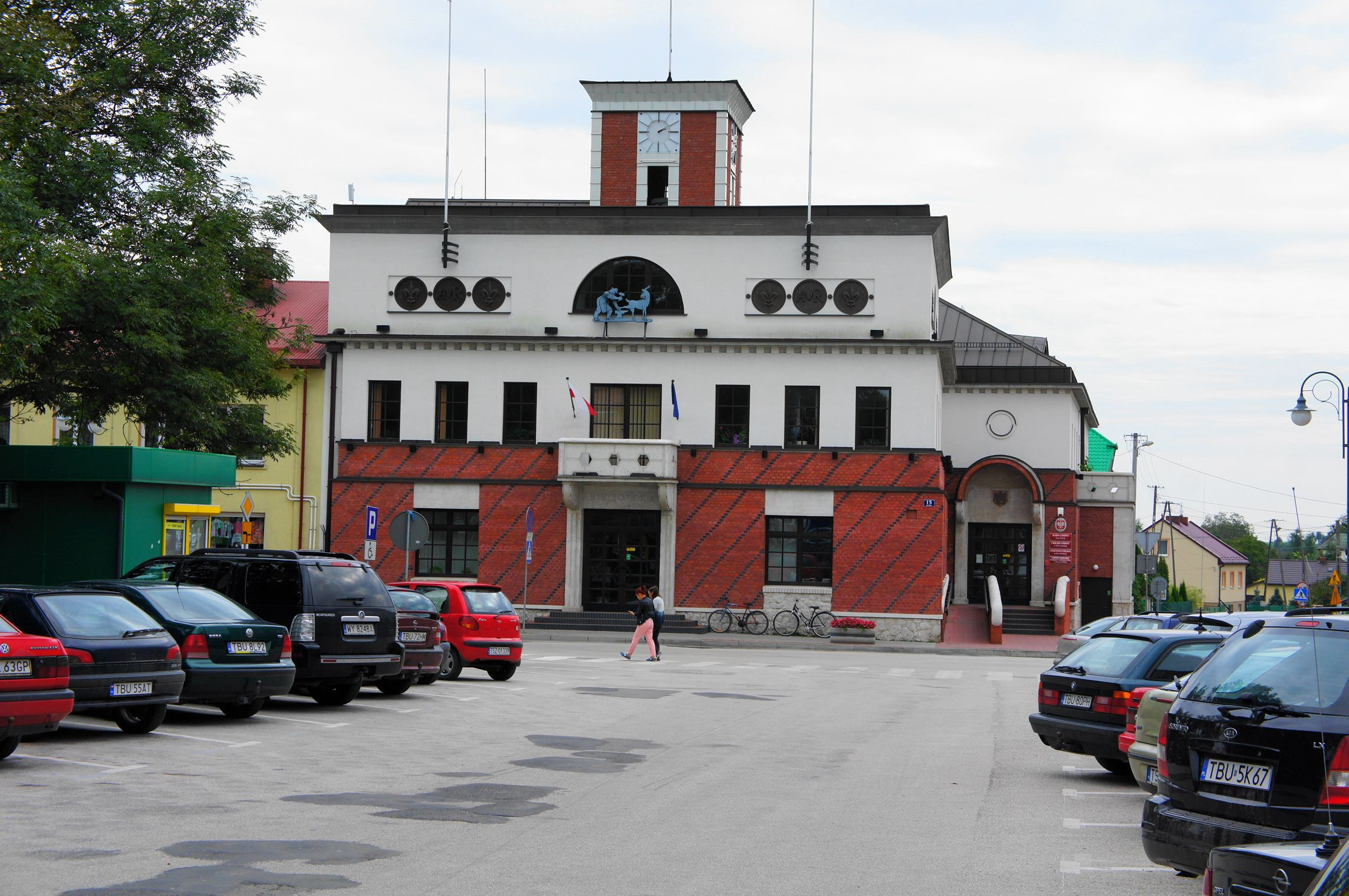
Prefeitura de Pacanów

### Assistência médica
- Centro de saúde em Pacanów.

### Cultura, esporte, turismo
- Centro Europeu de Contos de Fadas Koziołka Matołka, rua Kornela Makuszyńskiego 1[23]
  - Biblioteca pública e livraria.
  - Grupo folclórico “Pacanowianie”, existente há 35 anos.
- Revista mensal “Z życia gminy”, uma iniciativa do governo local.
- Escola primária/Ginásio Kornel Makuszyński[24]
- Escola de ensino médio Michał Janas.
- Pista profissional para corridas de modelos de controle remoto.
- Clube de futebol Zorza Tempo Pacanów, na cidade desde 1987. Joga na temporada 2024/2025 na Classe A, grupo Sandomierz.[25]